# Salix caesia
Salix caesia — вид квіткових рослин із родини вербових (Salicaceae).

## Морфологічна характеристика
Це карликовий кущ, 30–100 см і вище, лежить біля основи. Молоді гілки червонувато-коричневі чи червонувато-чорні, іноді вкриті шовковистим волоском, стають голими. Листки на ніжках 1–3 мм; листкова пластина довгаста, еліптична чи ланцетоподібна, у довжину 0.5–3(6) см, довжина в 2–3 рази більшою за ширину, край цільний, кінчик від тупого до гострого чи гострий; сірувато-зелена й гола з обох боків чи тьмяна з притиснутими волосками. Чоловічі сережки (0.5)1–2 см завдовжки, сидячі. Жіночі сережки 1–2 см. Разом з листям з'являються квітки. Пиляки до розкриття малиново-червоні, пізніше фіолетові. Коробочка від сидячої до майже такої, 4–5 мм завдовжки, бура, волосиста. 2n=76.

## Середовище проживання
Афганістан, Австрія, Франція, Італія, Казахстан, Киргизстан, Монголія, Пакистан, Швейцарія, Таджикистан, Тибет, Західні Гімалаї, Сіньцзян. Росте на болотах чи вологих місцях у гірських районах.